# El genio alegre
El genio alegre és una pel·lícula espanyola de comèdia en blanc i negre dirigida el 1936 per Fernando Delgado de Lara amb un guió basat en el sainet homònim dels germans Álvarez Quintero i produïda per Cifesa. A causa de la guerra civil espanyola no fou estrenada fins al 1939.

## Sinopsi
La història és ambientada en un poble andalús en el qual la marquesa de Los Arrayanes, Donya Sacramento Alcázar, decideix anar al seu mas amb el seu fill, que és un cap boig i la seva actitud no és conforme amb la posició social que ocupa la seva família. A més arriba a la casa de Los Arrayanes, Consolación, la neboda de la marquesa, una bella noia molt alegre que pertorbarà la vida dels marquesos i farà que el seu cosí s'enamori d'ella.

## Repartiment
- Leocadia Alba	...	Chacha Pepa
- Concha Catalá	...	Tía Sacramento, marquesa de los Arrayanes
- Lolita Astolfi	...	Coralito, doncella
- Antonio Vico	...	Lucío
- Fernando Fernández de Córdoba	...	Julio
- Alberto Romea	...	Don Eligio, el administrador
- Juan Calvo	...	Ambrosio
- Armando Calvo	...	Antoñito
- Rosita Díaz Gimeno	...	Consolación (no acreditada)
- Erasmo Pascual	...	(no acreditat)
- Anita Sevilla…	Veletilla (no acreditat)

## Producció i estrena
La pel·lícula es va començar a rodar l'abril de 1936, poc abans que es produís el cop d'estat del 18 de juliol. La seva protagonista, Rosita Díaz Gimeno, era l'actriu preferida d'Enrique Jardiel Poncela i protagonista de les versions espanyoles que feia la productora Fox, fou detinguda pels facciosos a Sevilla el febrer de 1937 a causa de la denúncia del seu company de repartiment Fernando Fernández de Córdoba i fou intercanviada poc després. Es casà amb Juan Negrín Mijailov, fill del cap de govern, i en caure la Segona República va marxar amb el seu marit cap a l'exili.
Es va estrenar precipitadament el 27 de desembre de 1939 al Cine Rialto de Madrid amb algunes escenes rodades un parell de mesos abans en les quals Carmen de Lucio dobla a la protagonista. En els títols de crèdit no apareixen Rosita Díaz Gimeno, Edmundo Barbero i altres actors "desafectes", tot i que apareixien a la pantalla. La majoria dels crítics optaren per silenciar-los però Carlos Fernández Cuenca, al diari "Ya", qualifica a Rosita de traïdora a la causa d'Espanya, a Anita Sevilla, de roja, i a Edmundo Barbero d' amic de l'ànima dels assassins a sou de Moscou.